# جورج ليند
جورج ليند (بالإنجليزية: George Linde)‏ (4 ديسمبر 1991 في جنوب أفريقيا - ) هو لاعب كريكت جنوب أفريقي.

## وصلات خارجية
- جورج ليند على موقع إي آس بي آن كريك إنفو (الإنجليزية)